# MF Ampere
MF Ampere (IMO: 9683611) es un ferri eléctrico que opera la conexión entre Lavik y Oppedal en Sogn og Fjordane, Noruega.

## Historia
El ferri fue construido en 2014 por el astillero Fjellstrand, en Omastrand, para la compañía naviera Norled. 

## Tecnología
Se trata de un catamarán con una eslora de 80,8 m, una manga de 20,8 m, una capacidad de 120 vehículos y 360 pasajeros. El barco está construido en aluminio, y tiene dos motores eléctricos de 450 kW. 
El Ampere es el primer ferri a batería del mundo y tiene una batería de iones de litio de 1040 kWh. El sistema pesa 20 t, de los cuales la batería pesa 10.  Para el viaje de veinte minutos, se usan 200 kilovatios hora, lo que cuesta aproximadamente 50 coronas.
En tierra hay una estación de carga con batería de 410 kWh en ambos puertos.

## Véase también

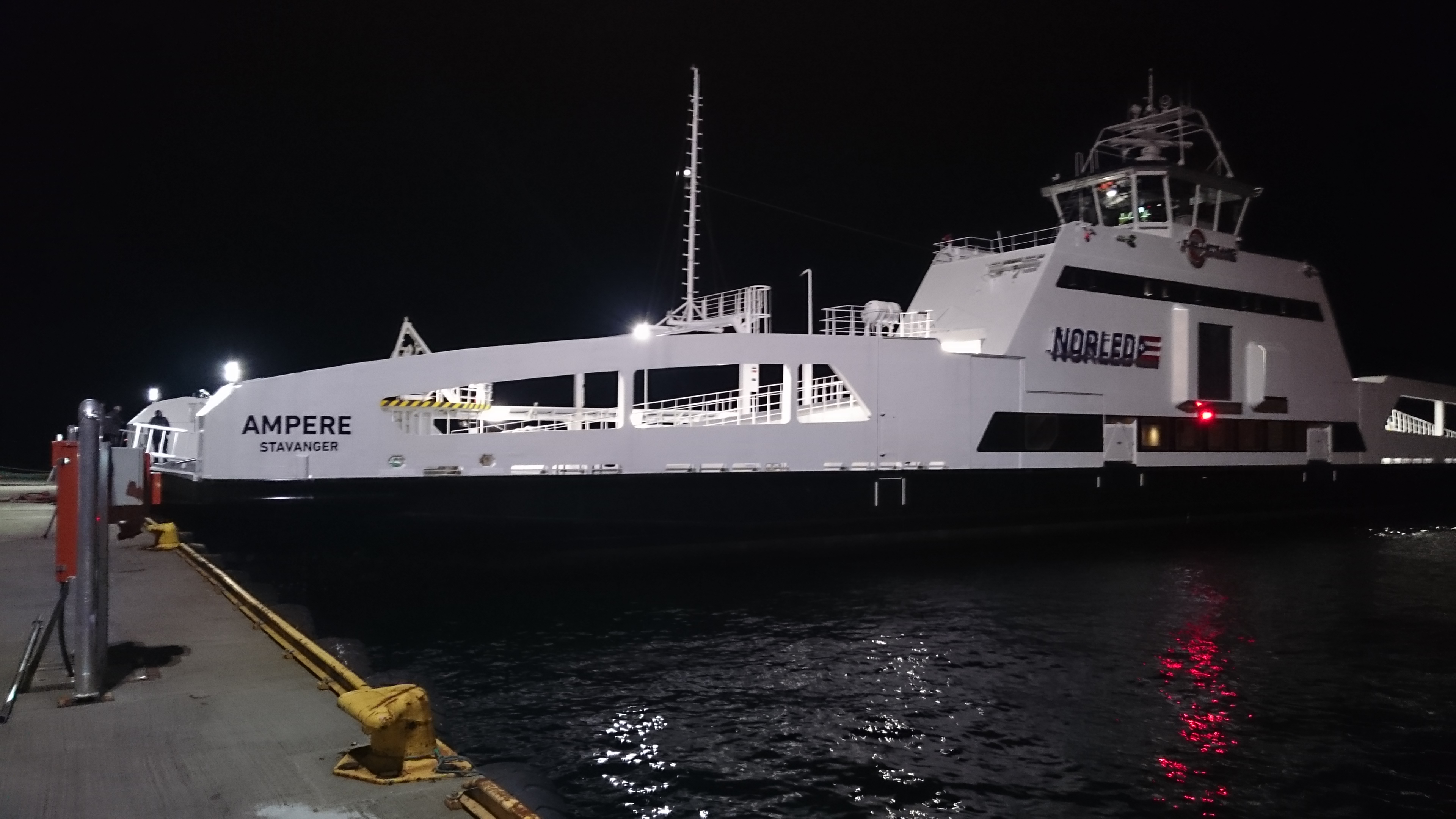